# 자비스 (기업)
주식회사 자비스(영어: XAVIS)는 반도체, 디스플레이, PCB, 2차 전지 등 다양한 산업군의 X-ray 검사 장비를 만드는 대한민국의 기업이다.
사명인 Xavis는 X-ray Automatic Vision Inspection System의 약자이다.

## 매각
최대 주주인 김형철 대표의 매각 의사와 상관없이 작년 말부터 다수의 기업으로부터 M&A 인수제안을 받아왔으며, 여러 기업들이 주식 및 경영권 인수 의향서를 제출하고 협상을 시도했으나 아직까지 최종 거래는 이루어지지 않았다.

## 같이 보기
- 피아이이 (기업)
- 트윔